# Жамбил (Кордайський район)
Жамби́л (каз. Жамбыл) — село у складі Кордайського району Жамбильської області Казахстану. Адміністративний центр Жамбильського сільського округу.
У радянські часи село називалось імені Джамбула.
Населення — 4661 особа (2021; 3313 у 2009, 1814 у 1999, 1867 у 1989).